# Objetos concêntricos

Um alvo de arco e flecha com círculos concêntricos uniformemente espaçados que cercam um alvo.

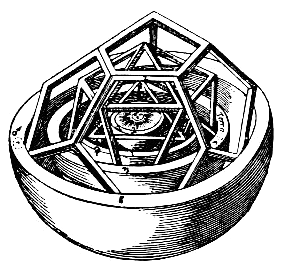
Modelo cosmológico de Kepler formado por esferas concêntricas e poliedros regulares

Na geometria, se diz que dois ou mais objetos são concêntricos, coaxais, ou coaxiais quando eles compartilham o mesmo centro ou eixo. Círculos, polígonos regulares, poliedros regulares, e esferas podem ser concêntricos uns com os outros (compartilhando o mesmo ponto central), assim como podem cilindros (que compartilham o mesmo eixo central).

## Propriedades geométricas
No plano Euclidiano, dois círculos concêntricos têm necessariamente raios diferentes uns dos outros. No entanto, círculos no espaço tridimensional podem ser concêntricos, ter o mesmo raio que os outros, mas serem círculos diferentes. Por exemplo, dois meridianos diferentes de um globo terrestre são concêntricos entre si e com o globo da terra (aproximado como uma esfera). Generalizando, cada dois círculos máximos em uma esfera são concêntricos um com o outro e com a esfera.
Pelo teorema geométrico de Euler sobre a distância entre o circuncentro e o incentro de um triângulo, dois círculos concêntricos (onde a distância é zero) são o círculo circunscrito e o círculo inscrito de um triângulo se e somente se o raio de um for o dobro do raio do outro, caso onde o triângulo é equilátero.
Os círculos circunscrito e inscrito de um polígono regular, e o próprio polígono regular, são concêntricos.
A região do plano entre dois círculos concêntricos é uma coroa circular. Analogamente, a região do espaço entre duas esferas concêntricas é uma coroa esférica.
Para um determinado ponto c no plano, o conjunto de todos os círculos que têm c como o seu centro forma um lápis de círculos. Cada dois círculos no lápis são concêntricos, e têm raios diferentes. Cada ponto no plano, exceto o centro compartilhado, pertence a exatamente um dos círculos no lápis. Cada dois círculos disjuntos, e cada lápis de círculos hiperbólico, pode ser transformado em um conjunto de círculos concêntricos por uma transformação de Möbius.

## Aplicações e exemplos
Ondulações formadas pela queda de um objeto pequeno em água naturalmente formam um sistema de círculos concêntricos que se expandem. Círculos uniformemente espaçados em alvos utilizados no tiro ao alvo ou esportes similares fornecem outro exemplo familiar de círculos concêntricos.
O cabo coaxial é um tipo de cabo elétrico onde os fios neutro e terra combinados completamente envolvem o núcleo num sistema de coroas cilíndricas concêntricas.
Mysterium Cosmographicum de Johannes Kepler imaginou um sistema cosmológico formado por poliedros e esferas regulares concêntricos.
Círculos concêntricos também são encontrados em miras "diopter", um tipo de mira mecânica comumente encontrada em espingardas de alvo. Eles geralmente possuem um grande disco com um buraco de pequeno diâmetro perto do olho do atirador, e um globo frontal (um círculo contido dentro de outro círculo, chamado de túnel). Quando estas vistas são alinhadas corretamente, o ponto de impacto será no meio da visão frontal do círculo.